# Robert R. Wilson
Robert Rathbun Wilson (n. 4 martie 1914, Frontier⁠(d), Comitatul Lincoln, Wyoming, Wyoming, SUA – d. 16 ianuarie 2000, Ithaca, New York, SUA) a fost un fizician american, cunoscut pentru activitatea sa în Proiectul Manhattan, ca director fondator (1967–1978) al Fermi National Accelerator Laboratory și ca sculptor